# Mittelsäger

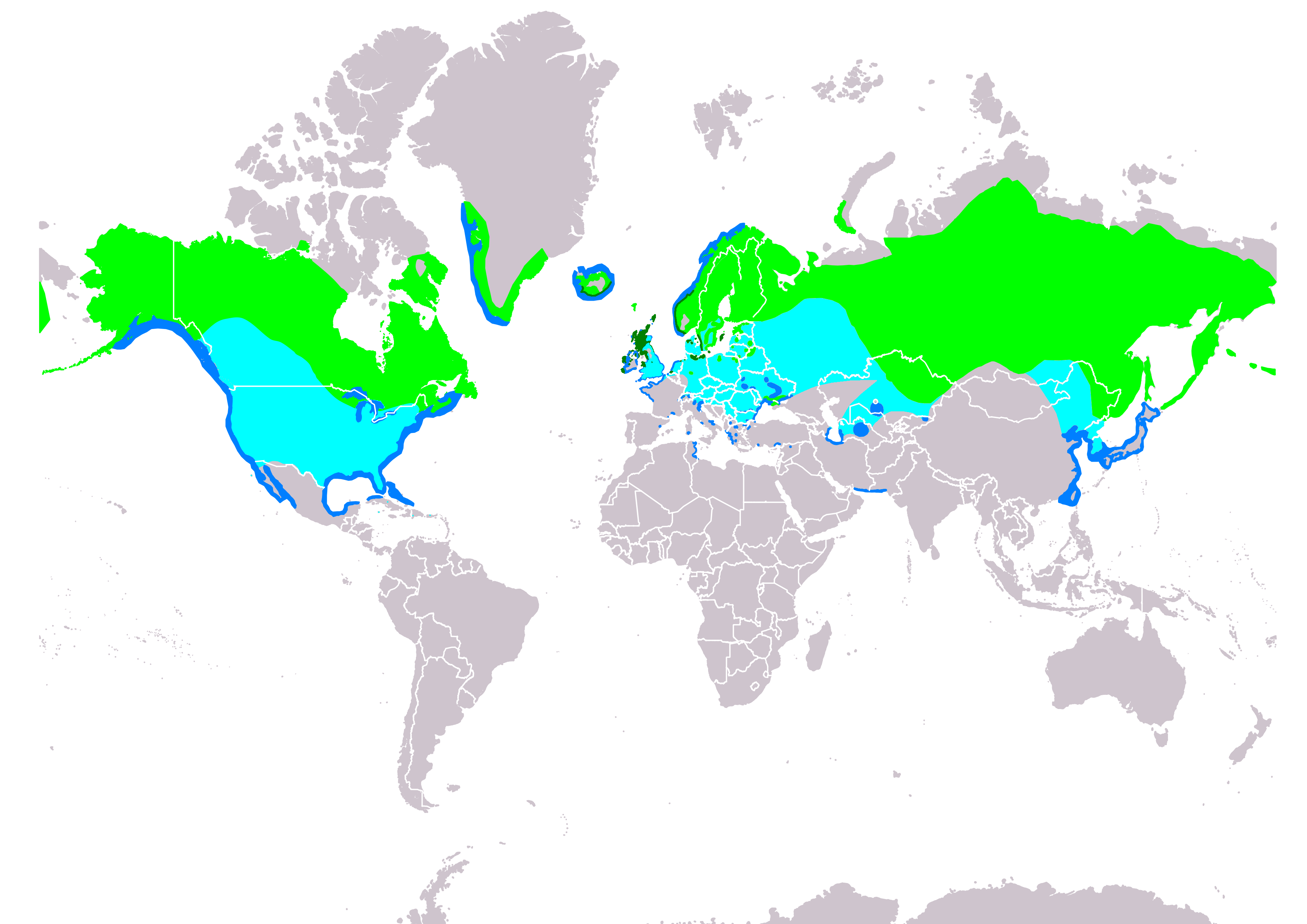
Verbreitung des Mittelsägers:
Brutgebiete
Ganzjähriges Vorkommen
Migration
Überwinterungsgebiete

Der Mittelsäger (Mergus serrator) ist eine etwa stockentengroße Vogelart aus der Familie der Entenvögel (Anatidae). Die Art gehört zu den sogenannten Meerenten und Sägern. Anders als der Gänsesäger ist der Mittelsäger in Mitteleuropa ein Küstenvogel und im Binnenland nur sehr selten als Irrgast zu sehen. Die Wattenküste der Nordsee zählt für diese Art zu den wichtigen Winterquartieren. Hier versammeln sich im Januar bis zu 10.000 Individuen.
Die IUCN stuft den Mittelsäger als „nicht gefährdet“ (least concern) ein, da das Verbreitungsgebiet dieser Art sehr groß ist und die Bestandszahlen stabil zu sein scheinen.

## Aussehen und Stimme
Der Mittelsäger erreicht eine Körperlänge von 50 bis 60 Zentimetern. Die Flügelspannweite beträgt 70 bis 85 Zentimeter. Mittelsäger wiegen zwischen 950 und 1.200 Gramm.
Das Männchen hat im Prachtkleid einen schwarzgrünen Kopf, Hals und Nacken. Die auffällige Federhaube ist zweigeteilt und wirkt zottig. Der Halsring ist breit und weiß. Die Brust ist rostbraun – sie wird häufig auch als Brustband umschrieben. Der Rücken ist, abgesehen von einem weißen Streifen, schwarz. Im Schlichtkleid gleicht der Erpel dem Weibchen.
Das Weibchen ist an der Oberseite aschgrau, Hals und Kopf sind rotbraun. Von den sehr ähnlich gefärbten Weibchen des Gänsesägers unterscheiden sich die Weibchen des Mittelsägers durch das Fehlen des weißen Kinnflecks, den die Gänsesägerweibchen am Unterkopf haben. Wie das Männchen trägt auch das Weibchen eine abstehende Federhaube, deren Enden etwas zerschlissen wirken. Der lange Schnabel mit Lamellen erleichtert das Festhalten der Beute und erinnert an eine Säge.
Während der Balzzeit ruft das Männchen ein tiefes heiseres gwäng, ein nasales krikiräh oder eine Krikirie-krikriee-Folge. Die Stimme des Weibchens ist ein gereihtes rag-rag….

## Verbreitung
Der Mittelsäger kommt vor allem in Nordeuropa, Nordamerika, Asien und auf den Britischen Inseln vor. Das Hauptüberwinterungsgebiet liegt in der Nord- und Ostsee. Nur in sehr kalten Wintern weicht er bis ins Mittelmeer aus. Das Brutgebiet reicht über die gesamte Nordhalbkugel.

## Lebensraum und Lebensweise
Der Vogel lebt an Küsten, Inseln, Seen und bewaldeten Flussufern. Der Mittelsäger ist tagaktiv und gesellig.
Das Männchen hat ein auffälliges Balzspiel. Beim Weibchen besteht die Begattungsaufforderung durch Flachlegen auf dem Wasser.

## Ernährung
Neben Fischen (nicht größer als 10 cm) ernährt er sich von Krebstieren und Würmern. Die Beute wird oft von mehreren Sägern gejagt und nach einer Treibjagd im Tauchen gefangen.

## Fortpflanzung

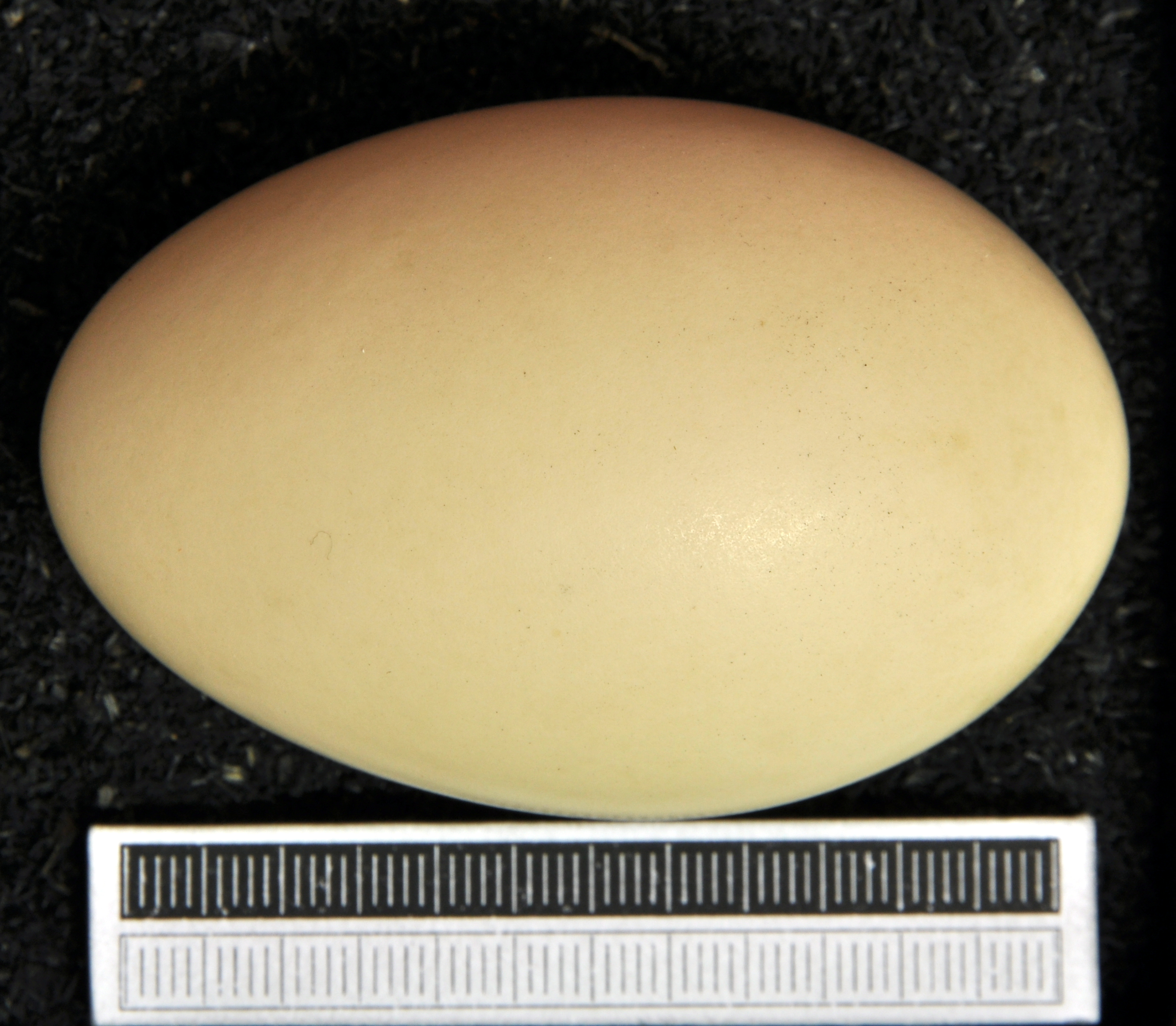
Ei, Sammlung Museum Wiesbaden

Mittelsäger führen eine Saisonehe. Das Weibchen wählt einen Nistplatz in Erdhöhlen, am Boden zwischen dichter Vegetation, zwischen Steinen und meist dicht am Wasser gebaut. Im Unterschied zum Gänsesäger werden nur selten Bruthöhlen in Bäumen oder Nistkästen genutzt. Das Gelege besteht aus 5 bis 12 bräunlichen Eiern. Gelegentlich betreiben Mittelsäger Brutparasitismus. Das Weibchen verteilt dann Eier auf Nester anderer Mittelsäger und seltener auch anderer Entenarten. Das Weibchen brütet ca. 31 Tage und führt die Jungvögel. Die Nestlingszeit dauert 60 bis 65 Tage.
Mit zwei Jahren sind die Tiere geschlechtsreif.

## Bestand und Bestandsprognose

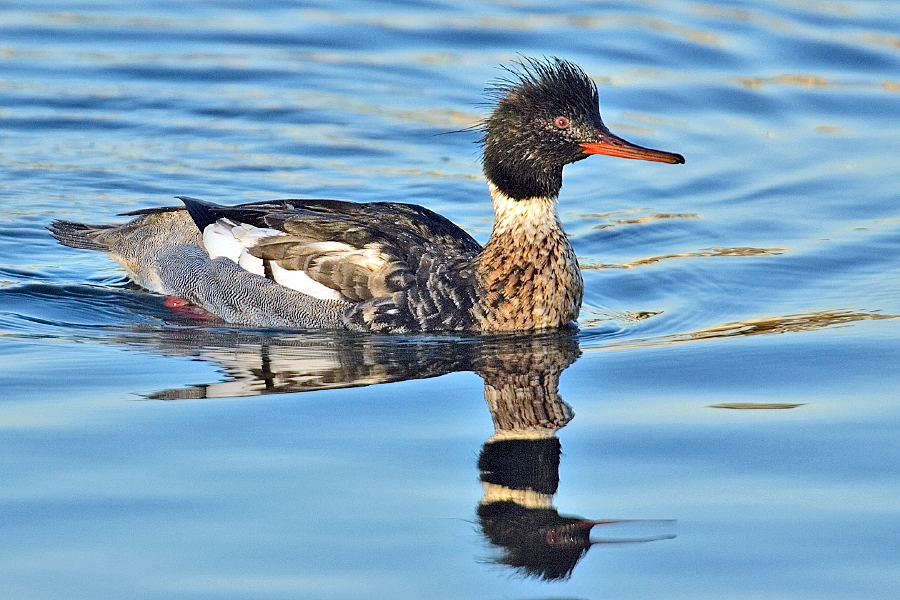
Männlicher Mittelsäger

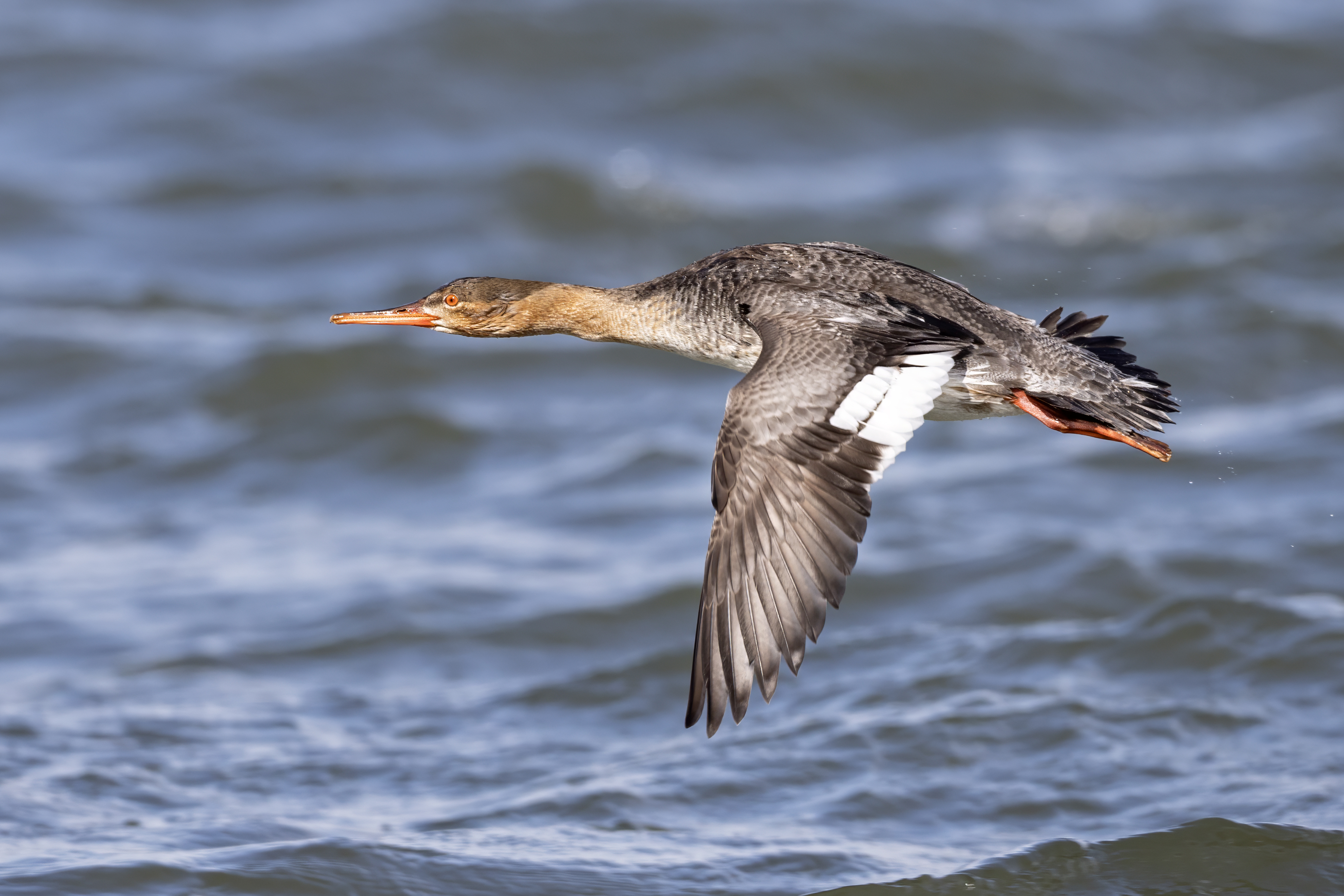
Fliegender Mittelsäger

Der Gesamtbestand weltweit beträgt 0,5 bis 0,6 Mio. Individuen. In Europa kommen 70.000 bis 120.000 Brutpaare vor. Der überwiegende Teil davon kommt in Fennoskandinavien und dem europäischen Teil Russlands vor. In Mitteleuropa ist der Mittelsäger überwiegend an der Küste verbreitet. Mitteleuropäische Binnenlandvögel gibt es fast nur von Polen an ostwärts. In Deutschland gibt es etwa 340 bis 410 Brutpaare.
In Teilen Mitteleuropas war der Mittelsäger ein regelmäßiger Brutvogel. Bis zu Beginn des 20. Jahrhunderts waren im Nordosten Deutschlands auch die Binnenseen von Mittelsägern besiedelt. Diese wurden von dieser Art erst nach dem Zweiten Weltkrieg aufgegeben. Auch im Westen Polens kam es zu erheblichen Bestandsabnahmen und Arealverlusten. Dieser Trend hat sich in den letzten Jahrzehnten wieder umgekehrt. In Deutschland nahm der Bestand von 1970 bis in die Mitte der 1980er Jahre von weniger als 400 Brutpaare auf 800 Brutpaare zu. Inzwischen gibt es in verschiedenen Bundesländern wieder kleine isolierte Brutvorkommen. Ein Forschungsteam, das im Auftrag der britischen Umweltbehörde und der RSPB die zukünftige Verbreitungsentwicklung von europäischen Brutvögeln auf Basis von Klimamodellen untersuchte, geht allerdings davon aus, dass es bei dem Mittelsäger bis zum Ende des 21. Jahrhunderts infolge der Klimaerwärmung zu einer weiträumigen Verschiebung des Brutareals nach Norden kommen wird. Die Art wird auf Basis dieser Prognosen dann als Brutvogel Mitteleuropas sowie in Teilen Fennoskandinaviens fehlen.